# جيمس لي أندرسون
جيمس لي أندرسون (بالإنجليزية: James Lee Anderson)‏ هو سياسي أمريكي، ولد في 24 يوليو 1948 في شيريدان في الولايات المتحدة. حزبياً، نشط في الحزب الجمهوري. وقد انتخب عضو مجلس ولاية وايومنغ.